# Il libro nero del comunismo
Il libro nero del comunismo (Le Livre noir du communisme: Crimes, terreur, répression) è una raccolta di saggi di diversi ricercatori del CNRS francese sui crimini e gli abusi compiuti dai regimi comunisti originariamente pubblicata in Francia nel 1997 dalla Éditions Robert Laffont e curata dallo storico Stéphane Courtois.

## Contenuti
Il libro contiene una raccolta di dati tesa a dimostrare che diversi regimi comunisti nel mondo avrebbero compiuto atti criminali; vi vengono descritte le repressioni messe in atto dagli Stati socialisti, quali guerre civili, esecuzioni extragiudiziali, deportazioni e carestie. L'enfasi del testo è spesso sul resoconto di tali crimini in termini numerici (in genere ricavati dal lavoro di altri autori) per arrivare a un totale stimato di circa 85 milioni di vittime. (L'originaria fascetta di presentazione del libro riportava 100 milioni di morti ma il computo fornito dagli autori all'interno del volume perviene a 85 milioni.)
Il titolo del libro è stato ispirato da Il libro nero di Vasilij Grossman e Il'ja Grigor'evič Ėrenburg, libro pubblicato nel 1944 che denunciava i crimini commessi dai nazisti e dai loro alleati contro la popolazione russa e la comunità ebraica.

## Struttura del volume
1. I crimini del comunismo – Stéphane Courtois
2. Uno stato contro il suo popolo
  1. Violenze, repressioni, terrori nell'Unione Sovietica – Nicolas Werth
3. Rivoluzione mondiale, guerra civile e terrore
  1. Il Comintern in azione – Stéphane Courtois e Jean-Louis Panné
  2. L'ombra dell'N.K.V.D. in Spagna – Stéphane Courtois e Jean-Louis Panné
  3. Comunismo e terrorismo – Rémi Kauffer
4. L'altra Europa vittima del comunismo
  1. Polonia, la «nazione nemica» – Andrzej Paczkowski
  2. Europa centrale e sudorientale – Karel Bartosek
5. Comunismi d'Asia: fra «rieducazione» e massacro
  1. Cina: una lunga marcia nella notte – Jean-Louis Margolin
  2. Corea del Nord, Vietnam, Laos: il seme del drago – Jean-Louis Margolin e Pierre Rigoulot
  3. In Cambogia: nel paese del crimine sconcertante – Jean-Louis Margolin
6. Il terzo mondo
  1. L'America latina alla prova – Pascal Fontaine
  2. Afrocomunismi: Etiopia, Angola, Mozambico – Yves Santamaria
  3. Il comunismo in Afghanistan – Sylvain Boulouque
7. Perché? – Stéphane Courtois

### Paragrafo "I crimini del comunismo"
Questa e l'ultima parte sono scritte direttamente da Stéphane Courtois ed espongono le sue conclusioni; è la sezione più controversa del libro, dove, secondo alcuni, sono stati manipolati e ingigantiti il numero di morti e alcuni fatti. Courtois riporta una quantificazione delle vittime di poco inferiore ai novantacinque milioni di morti così distribuiti:
- Unione Sovietica: 20 milioni
- Cina: 65 milioni
- Vietnam: 1 milione
- Corea del Nord: 2 milioni
- Cambogia: 2 milioni
- Europa dell'Est: un milione
- America Latina: 150.000
- Africa: un milione e 700.000
- Afghanistan: un milione e 500.000
- Movimento comunista internazionale e partiti comunisti non al potere: circa 10.000.

Successivamente Courtois indica le principali fasi della repressione che in Unione Sovietica sono la fucilazione di decine di migliaia di persone imprigionate senza essere state sottoposte a giudizio e massacro di centinaia di migliaia di operai e di contadini insorti fra il 1918 e il 1922; la deportazione ed eliminazione dei cosacchi del Don nel 1920; la carestia russa del 1921-1923, che ha provocato la morte di 5 milioni di persone; l'assassinio di decine di migliaia di persone nei campi di concentramento fra il 1918 e il 1930; la deportazione tra i due e i 3 milioni di kulaki (o presunti tali) nel 1930-1932; lo sterminio di 7 milioni di ucraini nel 1932-1933 per carestia indotta e non soccorsa (Holodomor); l'eliminazione di quasi 690 000 persone durante le grandi purghe del 1937-1938; e la deportazione di centinaia di migliaia di polacchi, ucraini, baltici, moldavi, bessarabi, tedeschi, tatari, ceceni e ingusci negli anni della Seconda guerra mondiale

### Paragrafo "Violenze, repressioni e terrori nell'Unione Sovietica"
Gran parte di questo capitolo, scritto da Nicolas Werth, analizza i crimini che vengono imputati alla dittatura di Iosif Stalin e vi viene anche dettagliatamente descritto il periodo precedente (la rivoluzione e la guerra civile), mentre al periodo successivo (1953-1991) è dedicato un solo paragrafo. Questi sono i principali fatti di sangue indicati da Werth il quale però non dà una stima totale delle vittime, ma fornisce varie stime a volte in contrasto fra loro per i vari episodi di violenza:
- operazioni anti partigiane dopo la seconda guerra mondiale: poche decine di migliaia vittime
- carestia dopo la seconda guerra mondiale: mezzo milione di vittime
- morti nei campi durante la seconda guerra mondiale: mezzo milione
- morti durante le deportazioni nel corso della seconda guerra mondiale: poche centinaia di migliaia
- morti fra i prigionieri e i deportati polacchi: qualche centinaio di migliaia
- giustiziati durante le purghe: settecentomila
- morti nei campi fra il 1930 e il 1940: quattrocentomila
- carestia del 1932-1933: sei milioni
- repressione degli anni venti: alcune decine di migliaia
- carestia del 1921-1922: cinque milioni
- morti nei primi anni: alcune decine di migliaia

## Accoglienza
Il successo editoriale del libro ha generato una serie di volumi che ne richiamano esplicitamente la formula del titolo, il formato e la grafica, come, ad esempio, Il libro nero del comunismo europeo (2007), sempre di Courtois, Il libro nero del capitalismo, Il libro nero dell'Italia di Berlusconi, Il libro nero di Cuba, Il libro nero della Cina, Il libro nero della guerra in Iraq e Il libro nero degli Stati Uniti; altri esempi di libri con un titolo simile sono Il libro rosso dei martiri cinesi di G. Fazzini o Il libro nero della psicoanalisi tradotto dall'originale francese (a questo è stato risposto da alcuni con L'anti-libro nero della psicoanalisi).
Un tentativo di risposta di segno opposto oltre al Libro nero del capitalismo è stato Il libro rosso del socialismo, pubblicato in Italia nel 1998, che tuttavia ha ottenuto molta meno attenzione del Libro nero del comunismo. Altri libri di risposta sono Il secolo dei comunismi e Sul libro nero del comunismo. Va menzionato inoltre fra le repliche più interessanti il saggio dell'intellettuale marxista Domenico Losurdo, Il peccato originale del Novecento. Losurdo ha pubblicato anche Stalin. Storia e critica di una leggenda nera.

## Critiche
Il libro è stato fortemente criticato per aver comparato il comunismo al nazismo, e per le accuse di numerose inaccuratezze storiche e di aver manipolato e ingigantito molti dati sul numero delle vittime.
Elemento che ha suscitato polemiche è il paragone che Courtois propone fra nazismo e comunismo, partendo dal dato che il nazismo ha prodotto meno morti del comunismo. L'autore risponde che «il paragone tiene conto delle strutture di potere che si rivelano identiche nel totalitarismo tipico del XX secolo». Due degli undici autori del libro, Nicolas Werth e Jean-Louis Margolin, si sono dissociati da una parte dell'introduzione del curatore, pur continuando a sostenere il resto del libro.
Una delle critiche principali riguarda l'aspetto fondamentale del conteggio delle vittime o l'idea stessa di poter fare storiografia «contando i cadaveri». Secondo J. Arch Getty 30 milioni di vittime conteggiate da Courtois sarebbero dovute alla carestia cinese del 1959, che per quanto causata dalla politica del regime non sarebbe ragionevole paragonare alle vittime dei campi di concentramento nazisti. Inoltre una parte dei decessi che il libro attribuisce al comunismo riguarda episodi di guerra (seconda guerra mondiale), così come una parte dei 25 milioni attribuiti a Hitler. Noam Chomsky ha osservato che se si applicasse il metodo di Courtois alla storia dell'India dal 1765 al 1947 sotto la dominazione dell’Impero britannico, attribuendo l'alta mortalità alle scelte politiche, si dovrebbe concludere che anche il capitalismo in India sarebbe stato responsabile di cento milioni di morti. Per contro Norberto Bobbio ritiene che «il tentativo di spiegare storicamente il terrore comunista mostra se non altro che, nonostante tutte le critiche mosse al libro dai più zelanti custodi dell'ortodossia, si tratta pur sempre di un libro di storia, se pure con una chiara finalità politica».
Altre critiche riguardano non solo l'introduzione, ma l'impostazione generale dell'opera. In particolare il libro viene accusato di essere motivato da fini propagandistici e non storiografici. Mentre l'articolo di Werth attinge a fonti primarie precedentemente inaccessibili, gli altri capitoli sembrerebbero di spessore scientifico inferiore e sarebbero stati inclusi sostanzialmente all'unico scopo di poter fornire al lettore un dato complessivo più impressionante. L'idea di considerare la storia dell'Unione Sovietica dal 1917 al 1991 come se si trattasse di un periodo politicamente omogeneo («comunista») rappresenta per alcuni autori una semplificazione che si spiegherebbe solo come tentativo di screditare pretestuosamente il socialismo in generale. Secondo Courtois però «il fatto che ci siano state diverse applicazioni del comunismo leninista non cambia affatto la forte identità comune: l'ideologia e la dottrina marxista, il modello di organizzazione bolscevico definito da Lenin sin dal 1902 nella sua opera "Che fare?" e il sostegno incondizionato all'Urss o alla Cina della maggior parte dei partiti comunisti e dei gruppi maoisti». Nello stesso senso vanno le critiche di chi osserva che il libro tratta la storia di nazioni estremamente diverse fra loro e in cui il comunismo fu applicato in modi altrettanto vari, da una prospettiva unica e quindi in modo semplicistico e fortemente riduttivo.
Il libro è stato anche criticato da alcuni per la scarsa contestualizzazione dei dati e per l'estrema semplificazione della complessità del comunismo e della sua storia paragonando governi molto diversi tra di loro esclusivamente nella loro azione criminale e per inserire nel conteggio delle vittime dati quali i vietnamiti uccisi durante la guerra del Vietnam, i soldati morti sul fronte durante la Seconda Guerra Mondiale e i morti a causa di carestie non causate dal governo. Alcuni critici evidenziano infatti come non si faccia minimo accenno alle persecuzioni e agli stermini causati dai regimi di destra (massacri anticomunisti), o alle milioni di vittime del colonialismo degli stati capitalisti, sostenendo che quindi è ingiusto giudicare i regimi comunisti più duramente degli altri. Altri hanno osservano che un Libro nero del capitalismo, un Libro nero del nazismo o un Libro nero del fascismo in cui si raccogliessero tutte le vittime di crimini avvenuti correlabili a queste ideologie non raggiungerebbe totali meno raccapriccianti di quelli mostrati nel Libro nero del comunismo. In effetti diversi Libri neri furono poi pubblicati.
Quando il libro uscì in Italia, Indro Montanelli, rispondendo a un lettore sul Corriere della Sera, espresse alcuni dubbi sulle cifre riportate dagli autori, sostenendo che comunque non avesse rivelato nulla che già non si sapesse (salvo alcuni dati statistici). Lo storico Gianluca Falanga, pur muovendo diverse critiche al libro, in particolare sulle riflessioni di Courtois e sulla sua stima di 100 milioni di morti (cambiata tra l'altro più volte in successive interviste), ribadisce tuttavia che i fatti riportati nell'opera sono attendibili e corredati da ampi riferimenti bibliografici e archivistici.

## Edizioni
- Stéphane Courtois, Il libro nero del comunismo, traduzione di vari (9), collana Le Scie, Mondadori, 1998,  p. 770, ISBN 88-04-47330-4.